# Chapman (nghề nghiệp)
Chapman (số nhiều: chapmen) là một đại lý lưu động hoặc bán rong ở nước Anh thời cận đại.

## Từ nguyên
Tiếng Anh cổ céapmann là thuật ngữ thường được sử dụng của "đại lý, người bán", so với koopman Hà Lan có cùng ý nghĩa. Tiếng Anh cổ có nghĩa là "thỏa thuận, trao đổi, kinh doanh". Tính từ hiện đại giá rẻ là một sự phát triển tương đối gần đây từ cụm từ giá rẻ tốt, nghĩa đen là "một thỏa thuận tốt" (xem goedkoop hiện đại của Hà Lan = giá rẻ). Từ này cũng xuất hiện trong các tên như Cheapside, Eastcheap và Chepstow: tất cả thị trường hoặc nơi giao dịch. Tên của thủ đô Copenhagen của Đan Mạch có nguồn gốc tương tự, bắt nguồn từ Køpmannæhafn, có nghĩa là "bến cảng của thương nhân" hoặc "thiên đường của người mua".
Đến năm 1600, từ chapman đã được áp dụng cho một đại lý lưu hành, nhưng nó vẫn được sử dụng cho "khách hàng, người mua" cũng như "thương gia" trong thế kỷ 17 và 18. Thuật ngữ tiếng lóng cho người đàn ông, "chap" phát sinh từ việc sử dụng từ viết tắt để chỉ một khách hàng, một người để mặc cả.
Từ này được áp dụng cho những người bán hàng rong sách chapbook, giấy in và những vật phẩm tương tự. Sự tham gia của họ vào thương mại cung cấp một cái nhìn sâu sắc phác họa về các phương pháp của các nhà vận động chính trị và tôn giáo trong thời kỳ Nội chiến Anh như là ví dụ.
Chapman cũng là một tên cá nhân phổ biến của tầng lớp đi đầu trong lĩnh vực thương mại.

## Ví dụ sử dụng
Một ví dụ về việc sử dụng thuật ngữ này được tìm thấy trong những dòng mở đầu của bài thơ Tam o 'Shanter của Robert Burns:
Billan Whan rời khỏi đường phố
Và neibours neibours neibours đáp ứng...
"Khi thương nhân trẻ rút lui khỏi thị trường
Và hàng xóm khát nước gặp nhau... "